# 유로파의 선 목록
이 목록은 목성의 위성인 유로파의 명명된 리네아(선)들의 목록이다.
| 이름                  | 어원                                             |
| --------------------- | ------------------------------------------------ |
| 아도니스 리네아       | 아도니스                                         |
| 아가베 리네아         | 아가베                                           |
| 아게노르 리네아       | 아게노르                                         |
| 알페시보이아 리네아   | 알페시보이아                                     |
| 안드로게오스 리네아   | 안드로게오스                                     |
| 아르기오페 리네아     | 아르기오페                                       |
| 아스테리우스 리네아   | 아스테리온                                       |
| 아스티팔라이아 리네아 | 아스티팔라이아                                   |
| 아우토노에 리네아     | 아우토노에                                       |
| 벨로스 리네아         | 벨로스                                           |
| 버터던 리네아         | 영국의 버터던 언덕                               |
| 카드모스 리네아       | 카드모스                                         |
| 크토니오스 리네아     | 크토니오스                                       |
| 코릭 리네아           | 영국의 거석기념물인 코릭                         |
| 드리즐컴 리네아       | 영국의 신석기 유적지인 드리즐컴                  |
| 드럼스키니 리네아     | 영국의 환상열석인 드럼스키니                     |
| 에키온 리네아         | 에키온                                           |
| 유페모스 리네아       | 유페모스                                         |
| 글라우코스 리네아     | 글라우코스                                       |
| 하르모니아 리네아     | 하르모니아                                       |
| 히페레노르 리네아     | 히페레노르                                       |
| 이노 리네아           | 이노                                             |
| 카토레우스 리네아     | 카토레우스                                       |
| 케넷 리네아           | 영국의 신석기 시대 무덤 터인 웨스트 케넷 롱 배로 |
| 리비아 리네아         | 리비아                                           |
| 메헨 리네아           | 브르타뉴반도의 메헨                              |
| 메리베일 리네아       | 데번주의 메리베일                                |
| 미노스 리네아         | 미노스                                           |
| 온가 리네아           | 온가                                             |
| 펠라곤 리네아         | 펠라곤                                           |
| 펠로러스 리네아       | 펠로러스                                         |
| 피네우스 리네아       | 피네우스                                         |
| 페닉스 리네아         | 페닉스                                           |
| 라다만티스 리네아     | 라다만티스                                       |
| 사르페돈 리네아       | 에우로페의 아들인 사르페돈                       |
| 샤르페토어 리네아     | 영국의 샤르페토어                                |
| 스파르타 리네아       | 스파르타                                         |
| 스탈다운 리네아       | 영국의 스탈다운 묘지                             |
| 테크타모스 리네아     | 테크타모스                                       |
| 텔레파사 리네아       | 텔레파사                                         |
| 타소스 리네아         | 타소스                                           |
| 티니아 리네아         | 티니아                                           |
| 톰스데일 리네아       | 스코틀랜드의 거석기념물인 톰스데일               |
| 유데어스 리네아       | 유데어스                                         |
| 옐랜드 리네아         | 영국의 옐랜드                                    |

## 같이 보기
- 유로파의 지질 구조 목록
- 유로파의 충돌구 목록